# Redada del billete verde

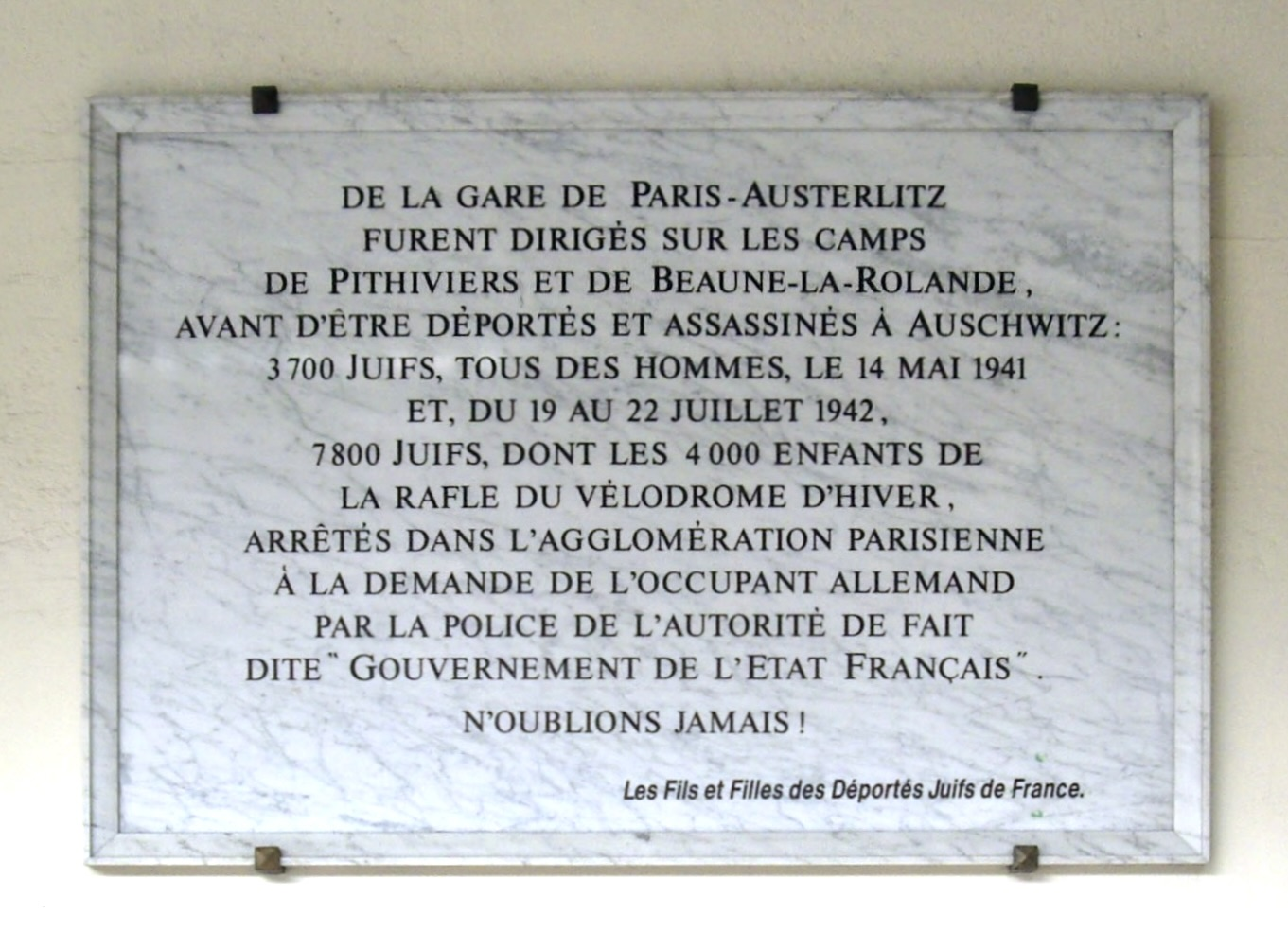
Placa conmemorativa en la estación de Austerlitz de París que menciona el arresto de 3700 Juifs el 14 de mayo de 1941, así como las deportaciones posteriores.

La "redada" del billete verde es la citación y el arresto de judíos extranjeros por parte de la policía francesa el 14 de mayo de 1941. Aunque el término redada es impropio ya que las víctimas respondieron a una citación, fue consagrado por el uso porque fue la primera ola de arrestos masivos de judíos bajo el régimen de Vichy, notablemente antes de la redada del Velódromo de Invierno a mediados de julio de 1942.
A partir de septiembre de 1940, las autoridades francesas de Vichy levantaron un censo de judíos extranjeros por orden de los alemanes (orden del 27 de septiembre de 1940), luego el régimen de Vichy tomó la iniciativa de promulgar una ley sobre el estatus de los judíos (ley del 4 de octubre de 1940, adoptada el 1 de octubre). Theodor Dannecker, representante de Adolf Eichmann en París, desea sin embargo acelerar la exclusión de los judíos, no sólo registrándolos y despojándolos, sino también internándolos. Puede contar con Carltheo Zeitschel, que comparte con él los mismos objetivos, y que es responsable en la Embajada de Alemania en París de las relaciones con el Comisiarado General para las Cuestiones Judías, creado el 29 de marzo de 1941.
El 22 de abril de 1941, Dannecker informa al prefecto Jean-Pierre Ingrand, representante del Ministerio del Interior en la zona ocupada, de la transformación del campo de prisioneros de Pithiviers en un campo de internamiento, con transferencia de su gestión a las autoridades francesas. Los alemanes exigen al mismo tiempo la aplicación de la ley del 4 de octubre de 1940 que permite el internamiento de judíos extranjeros. Siendo insuficiente el único campo de Pithiviers, también se requiere el de Beaune-la-Rolande, para una capacidad total de 5000 plazas.

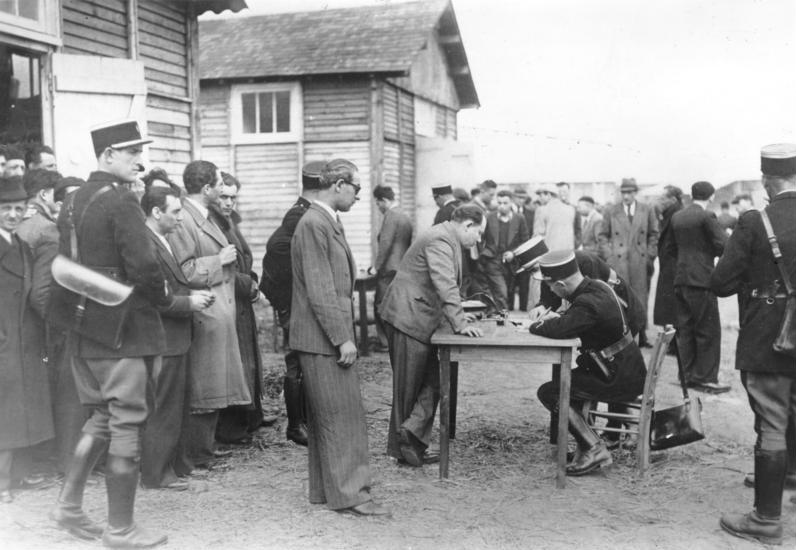
Censo de las víctimas de la redada del billete verde por parte de la gendarmería francesa a su llegada al campo de Pithiviers.

Según los censos realizados, 6694 judíos, en su mayoría polacos, hombres de 18 a 40 años que vivían en la región de París, recibieron una citación para “ revisión de la situación (el billete verde), invitándolos a ir, acompañados de un ser querido, a varios lugares de reunión el 14 de mayo de 1941, incluido el gimnasio Japy. Más de la mitad ( 3747 ) obedecen porque piensan que es sólo un trámite administrativo, y son detenidos inmediatamente mientras se invita a la persona que los acompaña a buscar sus pertenencias y comida. Fueron trasladados en autobús a la estación de Austerlitz y deportados el mismo día por cuatro trenes especiales a los campos de internamiento de Loiret (alrededor de 1700 en Pithiviers y 2000 en Beaune-la-Rolande).

## Destino de los arrestados
Entre mayo de 1941 y junio de 1942, unos 800 prisioneros logran escapar pero a menudo son arrestados nuevamente. La gran mayoría de las víctimas de esta operación fueron deportadas durante los primeros convoyes de junio y julio de 1942 y asesinadas en Auschwitz-Birkenau .

## La reacción deJe suis partout
El periódico antisemita Je Suis Partout en su edición del 19 de mayo de 1941 reacciona a estas detenciones masivas publicando este artículo: « La policía francesa finalmente tomó la decisión de purgar París y poner fuera de circulación a los miles de judíos extranjeros, rumanos, polacos, checos, austriacos que, durante varios años, habían estado haciendo sus negocios a expensas de los nuestros. Miércoles por la mañana, la Prefectura de Policía ha conseguido una hermosa redada, ya que cinco mil habitantes han sido arrestados. El asunto fue llevado a cabo en el más absoluto secreto. La gente del gueto, a quien no le falta olfato, se creyó que era una mera averiguación policial. Rápidamente, un oficial se apresuró en desengañarlos. Se trataba de un arresto, con todas las de la ley. Hace falta decir que a los judíos no les hizo gracia esta invitación a trasladarse, a su vez, inmediatamente y sin demora, a algún lugar de Francia. Hasta aquí, sólo los franceses habían tenido que pagar aquel precio. Bajo las bóvedas de este gimnasio Japy donde, durante múltiples mitines, estos mismos judíos se habían reunido para preparar, decidir y pulir su guerra, allí, en el estrado desde donde les arengaba Bernard Lecache, están reunidos. Unas mujeres alteradas se desmayan, despeinadas. Acaban de descubrir el dolor de perder marido, hijo o padre. »

## Fotografías
A principios de la década de 2010, reaparecieron en una feria en Reims 200 hojas de contactos que trataban sobre París bajo la ocupación. Cinco de ellos, es decir un centenar de tomas, se refieren a la redada del billete verde y a la vida de los deportados en los campos de Beaune-la-Rolande y Pithiviers . Un chatarrero normando los compra y apenas piensa en ellos hasta que ve un documental sobre la Segunda Guerra Mundial. Luego se puso en contacto con coleccionistas, quienes terminaron legándolos al Memorial de la Shoá . Su fotógrafo podría ser Harry Croner, miembro de una Compañía de Propaganda que acompañó ese día a Theodor Dannecker ya algunos funcionarios alemanes para asistir a las operaciones. Algunas fotos fueron publicadas en la prensa colaboracionista, apareciendo luego en archivos u obras históricas, pero sin que se indique el nombre del fotógrafo. Uno de los planos es famoso por haber sido utilizado en la película Nuit et Brouillard (1956) de Alain Resnais; anteriormente se acordó que había sido tomada en Pithiviers, mientras que hoy sabemos que se trata de Beaune-la-Rolande.

## Homenaje
Una placa conmemorativa recuerda este episodio en la estación de Austerlitz de París.

### Artículos relacionados
- Holocausto
- Redada del Velódromo de Invierno